# Адміністративний устрій Глобинського району
Адміністративний поділ Глобинського району Глобинський район включає в себе 1 районну раду, 1 міську громаду, 1 селищну раду, 20 сільських рад, які об'єднують 92 населені пункти.

## Адміністративний устрій

### Список громад
Список громад Глобинського району
| № | Назва                     | Центр      | Населені пункти | Площа км² | Місце за площею | Населення (2001), чол. | Місце за населенням |
| - | ------------------------- | ---------- | --- | --------- | --------------- | ---------------------- | ------------------- |
| 1 | Глобинська міська громада | м. Глобине | м. Глобине с. Бабичівка с. Битакове Озеро с. Бориси с. Жорняки с. Жуки с. Коломицівка с. Кордубанове с. Мар'їне с. Набережне с. Новобудова с. Новодорожнє с. Новомосковське с. Новоселівка с. Опришки с. Павлівка с. Пироги с. Семимогили с. Старий Хутір с. Устимівка с. Черевані с. Шепелівка с. Яроші |           |                 |                        |                     |

### Список рад
Список рад Глобинського району.
| №  | Назва                             | Центр             | Населені пункти                                                     | Площа км² | Місце за площею | Населення (2001), чол. | Місце за населенням |
| -- | --------------------------------- | ----------------- | ------------------------------------------------------------------- | --------- | --------------- | ---------------------- | ------------------- |
| 1  | Градизька селищна рада            | смт Градизьк      | смт Градизьк с. Ганнівка с. Котляревське с. Лізки с. Середпілля     |           |                 |                        |                     |
| 2  | Броварківська сільська рада       | с. Броварки       | с. Броварки с. Вишеньки с. Кирияківка с. Пелехівщина с. Петрашівка  |           |                 |                        |                     |
| 3  | Бугаївська сільська рада          | с. Бугаївка       | с. Бугаївка                                                         |           |                 |                        |                     |
| 4  | Горбівська сільська рада          | с. Горби          | с. Горби с. Білоусівка с. Сидори                                    |           |                 |                        |                     |
| 5  | Гриньківська сільська рада        | с. Гриньки        | с. Гриньки с. Тимошівка                                             |           |                 |                        |                     |
| 6  | Заможненська сільська рада        | с. Заможне        | с. Заможне с. Глибоке с. Глушкове Друге                             |           |                 |                        |                     |
| 7  | Землянківська сільська рада       | с. Землянки       | с. Землянки с. Корещина с. Малинівка с. Радалівка                   |           |                 |                        |                     |
| 8  | Зубанівська сільська рада         | с. Зубані         | с. Зубані с. Романівка с. Руда                                      |           |                 |                        |                     |
| 9  | Іваново-Селищенська сільська рада | с. Іванове Селище | с. Іванове Селище с. Демченки с. Ковнірівщина                       |           |                 |                        |                     |
| 10 | Кринківська сільська рада         | с. Великі Кринки  | с. Великі Кринки с. Весела Долина с. Сіренки с. Степове с. Шевченки |           |                 |                        |                     |
| 11 | Куп'єватівська сільська рада      | с. Куп'євате      | с. Куп'євате с. Демидівка с. Лукашівка с. Майданівка с. Манилівське |           |                 |                        |                     |
| 12 | Манжеліївська сільська рада       | с. Манжелія       | с. Манжелія с. Вітки с. Ламане                                      |           |                 |                        |                     |
| 13 | Обознівська сільська рада         | с. Обознівка      | с. Обознівка с. Багни с. Гуляйполе с. Зарічне с. Новий Виселок      |           |                 |                        |                     |
| 14 | Петрівська сільська рада          | с. Петрівка       | с. Петрівка с. Турбаї                                               |           |                 |                        |                     |
| 15 | Погребівська сільська рада        | с. Погреби        | с. Погреби с. Канівщина                                             |           |                 |                        |                     |
| 16 | Пронозівська сільська рада        | с. Пронозівка     | с. Пронозівка с. Васьківка с. Кагамлик с. Мозоліївка с. Шушвалівка  |           |                 |                        |                     |
| 17 | Пузиківська сільська рада         | с. Пузикове       | с. Пузикове с. Махнівка                                             |           |                 |                        |                     |
| 18 | Пустовійтівська сільська рада     | с. Пустовійтове   | с. Пустовійтове с. Балабушині Верби                                 |           |                 |                        |                     |
| 19 | Святилівська сільська рада        | с. Святилівка     | с. Святилівка с. Крива Руда с. Липове с. Проценки с. Струтинівка    |           |                 |                        |                     |
| 20 | Федорівська сільська рада         | с. Федорівка      | с. Федорівка с. Лубенщина с. Попівка                                |           |                 |                        |                     |
| 21 | Троїцька сільська рада            | с. Троїцьке       | с. Троїцьке с. Сиротенки                                            |           |                 |                        |                     |

- с. — село
- смт — селище міського типу
- м. — місто

## Список рад (до 2015)
Глобинський район до адміністративної реформи вклюв у себе 1 районну раду, 1 міську раду, 1 селищну раду, 25 сільських рад, які об'єднували 92 населені пункти.
| №  | Назва                             | Центр             | Населені пункти                                                                                                   | Площа км² | Місце за площею | Населення (2001), чол. | Місце за населенням |
| -- | --------------------------------- | ----------------- | --- | --------- | --------------- | ---------------------- | ------------------- |
| 1  | Глобинська міська рада            | м. Глобине        | м. Глобине с. Кордубанове с. Новодорожнє с. Новомосковське с. Семимогили с. Старий Хутір с. Черевані с. Шепелівка |           |                 |                        |                     |
| 2  | Градизька селищна рада            | смт Градизьк      | смт Градизьк с. Ганнівка с. Котляревське с. Лізки с. Середпілля                                                   |           |                 |                        |                     |
| 3  | Бабичівська сільська рада         | с. Бабичівка      | с. Бабичівка с. Набережне с. Новобудова с. Устимівка                                                              |           |                 |                        |                     |
| 4  | Борисівська сільська рада         | с. Бориси         | с. Бориси |           |                 |                        |                     |
| 5  | Броварківська сільська рада       | с. Броварки       | с. Броварки с. Вишеньки с. Кирияківка с. Пелехівщина с. Петрашівка                                                |           |                 |                        |                     |
| 6  | Бугаївська сільська рада          | с. Бугаївка       | с. Бугаївка |           |                 |                        |                     |
| 7  | Горбівська сільська рада          | с. Горби          | с. Горби с. Білоусівка с. Сидори                                                                                  |           |                 |                        |                     |
| 8  | Гриньківська сільська рада        | с. Гриньки        | с. Гриньки с. Тимошівка                                                                                           |           |                 |                        |                     |
| 9  | Жуківська сільська рада           | с. Жуки           | с. Жуки с. Жорняки с. Коломицівка с. Новоселівка с. Павлівка                                                      |           |                 |                        |                     |
| 10 | Заможненська сільська рада        | с. Заможне        | с. Заможне с. Глибоке с. Глушкове Друге                                                                           |           |                 |                        |                     |
| 11 | Землянківська сільська рада       | с. Землянки       | с. Землянки с. Корещина с. Малинівка с. Радалівка                                                                 |           |                 |                        |                     |
| 12 | Зубанівська сільська рада         | с. Зубані         | с. Зубані с. Романівка с. Руда                                                                                    |           |                 |                        |                     |
| 13 | Іваново-Селищенська сільська рада | с. Іванове Селище | с. Іванове Селище с. Демченки с. Ковнірівщина                                                                     |           |                 |                        |                     |
| 14 | Кринківська сільська рада         | с. Великі Кринки  | с. Великі Кринки с. Весела Долина с. Сіренки с. Степове с. Шевченки                                               |           |                 |                        |                     |
| 15 | Куп'єватівська сільська рада      | с. Куп'євате      | с. Куп'євате с. Демидівка с. Лукашівка с. Майданівка с. Манилівське                                               |           |                 |                        |                     |
| 16 | Манжеліївська сільська рада       | с. Манжелія       | с. Манжелія с. Вітки с. Ламане                                                                                    |           |                 |                        |                     |
| 17 | Обознівська сільська рада         | с. Обознівка      | с. Обознівка с. Багни с. Гуляйполе с. Жовтневе с. Новий Виселок                                                   |           |                 |                        |                     |
| 18 | Опришківська сільська рада        | с. Опришки        | с. Опришки с. Битакове Озеро с. Мар'їне                                                                           |           |                 |                        |                     |
| 19 | Петрівська сільська рада          | с. Петрівка       | с. Петрівка с. Турбаї                                                                                             |           |                 |                        |                     |
| 20 | Пирогівська сільська рада         | с. Пироги         | с. Пироги с. Яроші                                                                                                |           |                 |                        |                     |
| 21 | Погребівська сільська рада        | с. Погреби        | с. Погреби с. Канівщина                                                                                           |           |                 |                        |                     |
| 22 | Пронозівська сільська рада        | с. Пронозівка     | с. Пронозівка с. Васьківка с. Кагамлик с. Мозоліївка с. Шушвалівка                                                |           |                 |                        |                     |
| 23 | Пузиківська сільська рада         | с. Пузикове       | с. Пузикове с. Махнівка                                                                                           |           |                 |                        |                     |
| 24 | Пустовійтівська сільська рада     | с. Пустовійтове   | с. Пустовійтове с. Балабушині Верби                                                                               |           |                 |                        |                     |
| 25 | Святилівська сільська рада        | с. Святилівка     | с. Святилівка с. Крива Руда с. Липове с. Проценки с. Струтинівка                                                  |           |                 |                        |                     |
| 26 | Федорівська сільська рада         | с. Федорівка      | с. Федорівка с. Лубенщина с. Попівка                                                                              |           |                 |                        |                     |
| 27 | Фрунзівська сільська рада         | с. Фрунзівка      | с. Фрунзівка с. Сиротенки                                                                                         |           |                 |                        |                     |

- с. — село
- смт — селище міського типу
- м. — місто

## Колишні села
- Крупське († 1990)
- Посмашнівка († 1996)
- Глушкове († 2001)
- Степне († 2001)
- Поділ († 2003)
- Дикове († 2009)